# Bill Zeliff
William H. Zeliff , Jr., detto Bill (East Orange, 12 giugno 1936 – Venice, 18 ottobre 2021), è stato un politico statunitense, membro della Camera dei rappresentanti per lo stato del New Hampshire dal 1991 al 1997.

## Biografia
Nato nel New Jersey, Zeliff prestò servizio nella Guardia nazionale e nelle riserve dell'esercito. Dal 1959 al 1976 lavorò presso la DuPont nel settore marketing, poi entrò in politica con il Partito Repubblicano.
Nel 1984 si candidò per un seggio al  Senato di Stato del New Hampshire  ma venne sconfitto. Nel 1990 si candidò alla Camera dei rappresentanti e riuscì a farsi eleggere, per poi essere riconfermato nel 1992 e nel 1994.
Nel 1996 decise di lasciare il seggio da deputato per candidarsi alla carica di governatore del New Hampshire, tuttavia perse le primarie repubblicane contro Ovide Lamontagne, che a sua volta venne sconfitto nelle elezioni generali dalla democratica Jeanne Shaheen.